# リベルランドの国章
リベルランドの国章（リベルランドのこくしょう）は、リベルランドが独立を宣言した2015年4月13日に正式に採用された国章である。
また、この国章はリベルランドの国旗の中心にも使用されている。
盾は上から茶、白、水に塗られ、果実をつけた木は豊かさ、太陽は活力、黒い鳥は機会均等を求める自由、水色の川は国を流れるドナウ川を表している。